# Pygopleurus banghaasi
Pygopleurus banghaasi es una especie de coleóptero de la familia Glaphyridae.

## Distribución geográfica
Habita en Tayikistán, Turkmenistán y en Irán.